# Åke Martenius
Åke Bertil Adolf Martenius, född 27 juli 1909 i Göteborg, död 1996, var en svensk jurist.
Åke Martenius studerade från början vid Göteborgs handelshögskola, där han tog examen 1929, och blev därefter jur.kand. vid Uppsala universitet 1934. Han gjorde tingstjänstgöring 1934–1937. Han anställdes 1937 i Göteborgs rådhusrätt och kom samma år till Svea hovrätt, där han blev fiskal 1938 och adjungerad ledamot 1943. Martenius blev assessor 1946 och hovrättsråd 1953, och tjänstgjorde som sakkunnig i Handelsdepartementet 1951–1953. Han var Näringsfrihetsombudsman 1953–1961 och regeringsråd 1961–1976. I Regeringsrätten var han ordförande på avdelning 1975–1976 och tjänstgjorde som ledamot i lagrådet 1969–1971 och 1978–1979.
Martenius var ordförande i Hyresnämnden 1951–1961, satt i styrelsen för Tekniska museet 1952–1978 och var ordförande i Stiftelsen Unga forskare 1963–1973, ordförande i Resegarantinämnden 1967–1981 och vice ordförande i Allmänna reklamationsnämnden 1979–1981. Han hade också ett flertal uppdrag i statliga utredningar.

## Utmärkelser
- Kommendör med stora korset av Nordstjärneorden, 18 november 1971.[2]